# 라이스너–노르드스트룀 블랙홀
라이스너-노르드스트룀 블랙홀(Reisner - Nordstrom black hole) 또는 대전 블랙홀(charged black hole)은 대전한, 즉 전하를 띤 블랙홀을 말한다. 블랙홀이 갖는 물리량은 질량, 각운동량, 전하의 세 가지인데, 대전 블랙홀은 질량과 전하를 가지지만 각운동량을 가지지 않는 (회전하지 않는) 경우를 일컫는다.
일반 상대성 이론에 따라 대전 블랙홀 근처의 시공간은 라이스너-노르드스트룀 계량을 따른다.

## 같이 보기
- 블랙홀
- 일반 상대성 이론
- 슈바르츠실트 블랙홀
- 슈바르츠실트 계량
- 커 블랙홀
- 커 계량